# Pikku Pyhäjärvi
Pikku Pyhäjärvi eller Pieni Pyhäjärvi är en sjö i Finland. Den ligger i kommunen Rovaniemi i landskapet Lappland, i den norra delen av landet, 700 km norr om huvudstaden Helsingfors. Pieni Pyhäjärvi ligger 209,8 meter över havet. Arean är 31,5 hektar och strandlinjen är 3,21 kilometer lång. Sjön  ingår i Kemi älvs huvudavrinningsområde. 